# 于派克斯
于派克斯（法語：Upaix，法語發音：[ypɛks]）是法国上阿尔卑斯省的一个市镇，位于该省西南部，属于加普区。

## 地理
于派克斯（44°18'50"N, 5°53'26"E）面积23.26 平方千米，位于法国普罗旺斯-阿尔卑斯-蓝色海岸大区上阿尔卑斯省，该省份为法国东南部内陆省份，北起萨瓦省，西北接伊泽尔省，西南接德龙省，南至上普罗旺斯阿尔卑斯省，东北部与意大利接壤。
与于派克斯接壤的市镇（或旧市镇、城区）包括：米松、锡戈耶、泰兹、拉拉涅蒙泰格兰、勒波厄、旺塔翁。
于派克斯的时区为UTC+01:00、UTC+02:00（夏令时）。

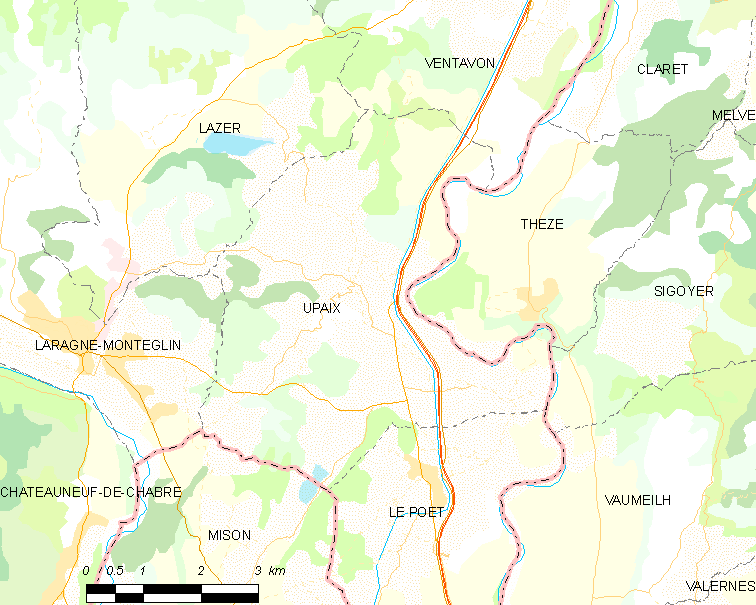
于派克斯的OSM定位图

## 行政
于派克斯的邮政编码为05300，INSEE市镇编码为05173。

## 政治
于派克斯所属的省级选区为拉拉涅蒙泰格兰县。

## 人口

1962-2008年间于派克斯人口变化图示

于派克斯于2022年1月1日时的人口数量为483人。